# Gimnazjum Polskie w Poniewieżu
Gimnazjum Polskie w Poniewieżu (lit. Panevėžio lenkų gimnazija) – polska szkoła średnia działająca w latach 1919–1940, jedno z czterech gimnazjów z wykładowym językiem polskim w przedwojennej Litwie. 

## Historia
Szkoła została otwarta 7 lutego 1919. Główne zasługi na rzecz jej powstania położył Bronisław Krasowski, który jednak szybko został aresztowany przez bolszewików i musiał opuścić Poniewież. Po odejściu sowietów dyrektorem został Hipolit Pereszczako, na czele zarządu gimnazjum stanął zaś Zygmunt Staniewicz. 
Początkowo gimnazjum liczyło 4 klasy, jednak z każdym rokiem ich przybywało. W 1919 w szkole uczyło się 80 uczniów, zaś w 1929 – 436. W 1923 szkołę opuścili pierwsi maturzyści w liczbie 21. W ciągu pierwszych 10 lat (1919–1929) wydano 151 świadectw maturalnych. 
W szkole istniało kółko literackie, orkiestra i chór, a także drużyna harcerska im. Tadeusza Kościuszki (do 1924) i uczniowski oddział straży ogniowej. Gimnazjum prowadziło aktywną działalność kulturalną. 
Od 1921 szkoła cieszyła się pełnymi prawami publicznymi na terenie RP, zaś do 1924 obowiązywał w niej taki sam program, jak w szkołach polskich. W 1926 szkole przyznano prawa tzw. szkoły rządowej. Gimnazjum było jedyną polskojęzyczną szkołą średnią na Litwie, której maturę w latach 1926–1936 uznawały władze litewskie. Absolwentami poniewieskiej szkoły byli m.in. lekarz i działacz polonijny na Litwie Adam Dowgird oraz poeta emigracyjny Zygmunt Ławrynowicz. Uczył się tu również hrabia Alfred Tyszkiewicz. 
Przez pierwsze dziesięciolecie szkoła mieściła się przy ulicy Mariańskiej, w 1930 została przeniesiona na ulicę Nadbrzeżną 18 (Kranto 18). Obecnie w budynku dawnego gimnazjum mieści się szkoła specjalna. 
Kapelanem gimnazjum był ks. Dyrginczus.